# EJ Parnell
Effrich "EJ" Parnell jr (14 settembre 1992) è un ex giocatore di football americano statunitense, che ha giocato come defensive lineman.
Dopo aver giocato per due squadre universitarie, si è trasferito ai Munich Cowboys e da lì agli AFC Rangers e ai Triangle Razorbacks.